# Júlio Braga (ator)
Julio Cesar Campos Braga (Curitiba, 9 de outubro de 1954) é um ator brasileiro. 

## Carreira

### Televisão
- 1977 - Sítio do Picapau Amarelo
- 1978 - Ciranda, Cirandinha
- 1979 - Plantão de Polícia
- 1983 - Bandidos da Falange
- 1984 - Transas e Caretas
- 1988 - Fera Radical
- 1992 - Tereza Batista
- 1993 - Fera Ferida
- 1992/94 - Você Decide
- 1997 - Mandaracu
- 1997 - Anjo Mau
- 1998 - Meu Bem-Querer
- 2000 - Malhação - Dr. Ribeiro
- 2004 - A Diarista
- 2006 - Páginas da vida
- 2011 - Ribeirão do Tempo
- 2012 - As Brasileiras
- 2012 - Amor Eterno Amor
- 2012 - José (Mini Série - Record) - Mercador
- 2014 - Pecado Mortal
- 2014 - Além do Horizonte - Oscar
- 2015 - Insônia (seriado Canal Brasil) -
- 2015 - "Republica do Perú" (seriado Rede Brasil)
- 2015 - "Ribanceira" (seriado Canal Brasil)
- 2017 - Pega Pega
- 2021 - Genesis

### Cinema
- 1979 - O Sol dos amantes
- 1982 - Rio Babilônia
- 1983 - Bar Esperança
- 1983 - Mandrake
- 1986 - Rockmania
- 1991 - Matou a Família e Foi ao Cinema
- 1997 - O Homem Nu
- 2015 - "Bruna Surfistinha" ( Longa Metragem)
- 2016 - "De repente te amo" (Curta/Longa Metragem) DIr. Bruno Saglia
- 2016 - "SIMONAL" (Longa Metragem )
- 2016 - " 9 1/2" ( Curta Metragem)